# آيمان رزاهيراد
آيمان رزاهيراد (9 أغسطس 1978 بإيران - ) هو لاعب كرة قدم إيراني في مركز الهجوم. لعب مع نادي أبو مسلم خراسان ونادي باس طهران ونادي بيكان ونادي راه آهن ونادي سايبا ونادي ستيل آذين ونادي صبا قم.

## وصلات خارجية
- آيمان رزاهيراد على موقع قاعدة بيانات كرة القدم.إي يو (الإنجليزية)